# Observatório do Alto da Sé
O Observatório Astronômico do Alto da Sé é um observatório localizado na cidade de Olinda, Pernambuco, Brasil. Foi construído próximo ao local onde, em 26 de fevereiro de 1860, o astrônomo francês Emmanuel Liais observou e descreveu o cometa Olinda (C/1860 D1), sendo o primeiro cometa descoberto na América do Sul e em território brasileiro. 

## História
O observatório foi construído no ano de 1890 em estilo neoclássico, durante o governo de Alexandre José Barbosa Lima.
Em 26 de fevereiro de 1860 um cometa foi observado próximo ao local, ficando conhecido como Cometa Olinda, o primeiro cometa descoberto na América Latina. Em 6 de dezembro de 1882, astrônomos foram na região observar o fenômeno conhecido como trânsito de Vênus. Após esses eventos foi construído o observatório para estudos dos astros.
A observação do trânsito de Vênus
A passagem do planeta Vênus através do disco solar ocorreu duas vezes no século 19, uma vez em 1874 e novamente em 1882. Durante a ocasião do trânsito de Vênus em 9 de dezembro de 1874 em Nagasaki, no Japão, um jovem astrônomo brasileiro Francisco de Almeida, participou da missão francesa que operou o revólver astronômico do astrônomo francês Jules Janssen (1824-1907), considerado o antecessor do sistema de filmes. 
Durante o trânsito de 6 de dezembro de 1882, o Brasil participou da primeira missão internacional de ciência básica, estabelecendo três postos de observação no Rio de Janeiro, uma em Olinda, sob a liderança do astrônomo Julião de Oliveira Lacaille e os outros dois postos foram na ilha de São Tomás, que atualmente constituem as Ilhas Virgens Americanas e a cidade de Punta Arenas, no Chile, respectivamente, sob o comando do engenheiro Antonio Luis von Hoonholtz, também conhecido como Barão de Tefé (1837-1931) e do astrônomo Luís Cruls. 
O objetivo principal das missões foi determinar a distância da Terra-Sol, uma das preocupações mais fundamentais da astronomia. Além de ser uma unidade de comprimento no sistema solar, a distância da Terra ao Sol é a base usada para medir a distância das estrelas. Todas as distâncias medidas no universo dependem da determinação do raio da órbita do planeta Terra em torno do Sol. Para medir a distância de um objeto, seja terrestre ou celestial, temos que tentar observa-los a partir de dois pontos diferentes, separados entre si por uma certa distância. Quanto mais longe o objeto a ser observado, maior é a separação das posições de observação. Assim, para os objetos localizados dentro do sistema solar, dois pontos distantes de observação da superfície da Terra devem ser suficientes, enquanto que para uma estrela, longe do nosso sistema solar, é necessário usar o diâmetro da órbita que a Terra exerce em torno do Sol em um ano. 
Outras efemérides
Em 1922 o observatório tornou-se uma estação meteorológica, sendo desativado no ano de 1960. Foi apenas em 2004 que o Espaço Ciência assumiu a administração, instalando uma cúpula e o reinaugurando. Hoje, é um observatório didático voltado a popularização do conhecimento astronômico, tendo 3 exposições permanentes, sendo elas: Lua (térreo), Marte (1° andar), Universo (Cúpula). 
A visita ao observatório é gratuita e tem funcionamento de terça a domingo das 16h às 20h. O observatório participa constantemente de eventos nacionais e internacionais de popularização de ciência e astronomia.  